# Tristania
Tristania — норвезький симфо-готик-метал-гурт, утворений у 1995 році. Гурту займає важливе місце в історії готичного металу і вважається одним із першопрохідців цього жанру. Тематика пісень зазвичай полягає у темних та сентиментальних сюжетах, включаючи депресію, смуток, суїцидальність, кохання, самотність та гнів.
17 вересня 2022 року гурт заявив про завершення своєї діяльності.

## Історія
Групу заснували в 1995 році у Ставангері (Норвегія) клавішник Ейнар Моен, вокаліст-гітарист Мортен Веланд та ударник Кеннет Ольссон. Кілька тижнів потому до них приєдналися Андерс Хойвік Хідле (гітара/вокал) і Руне Естерхус (бас). Вібеке Стене спочатку взяла участь у демозаписі в 1997 році як сесійна співачка, але згодом була запрошена до гурту як постійна вокалістка. У травні 1997 року група записала своє перше демо у студії «Klepp Lydstudio». Влітку того ж року цим записом зацікавилися різні лейбли, і гурт підписав контракт із «Napalm Records» та випустив мініальбом «Tristania».
Перший повноформатний альбом «Widow's Weeds» був записаний наприкінці 1997 року та випущений на початку 1998 року. У створенні цього альбому взяли участь такі запрошені музиканти, як вокаліст Естен Бергей (чистий вокал у пісні «Angellore»), що у 2001 став повноправним учасником гурту, та скрипаль Піт Йогансен, який часто грав і в подальших альбомах.
За межами Норвегії «Tristania» вперше виступила як саппорт гурту «Lacrimosa» в Бельгії та на фестивалі «Mind over Matter» в Австрії у серпні 1998 року. Пізніше того ж року «Tristania» вирушила в свій перший європейський тур разом із гуртами «Solefald» і «Haggard».
Другий повноформатний альбом «Beyond the Veil» був випущений у 1999 році. Як і на дебютному альбомі, більшість музики написали Моен і Веланд, також деякі пісні Моен написав разом з Хідле. В записі альбому брав участь як сесійний вокаліст Ян Кеннет Барквед з гурту «Elusive».
В 1999 році «Tristania» вирушила у свій перший хедлайнерський тур із гуртами «The Sins of Thy Beloved», «Trail of Tears» і «Antichrisis», а також брав участь у турі «Skeleton Skeletron Tour» з «Tiamat» і «Anathema».
Інтенсивні гастролі тривали і в 2000 році, але у грудні Мортен Веланд пішов з гурту через музичні розбіжності з іншими учасниками, та створив власний гурт «Sirenia».
У вересні 2001 року вийшов третій альбом, «World of Glass». Звучання гурту набуло симфонічних та індустріальних елементів. Також цей альбом містить єдину кавер-версію в історії гурту: на пісню «The Modern End» гурту «Seigmen». Основним автором текстів став Естен Бергей, тепер вже як постійний учасник гурту. В записі альбому взяв участь сесійний вокаліст Ронні Торсен з «Trail of Tears».
Перед туром на підтримку «World of Glass» до складу приєднався екстрім-вокаліст Хетіль Інгебретсен. У цьому турі групу підтримували «Rotting Christ», «Vintersorg» і «Madder Mortem». У 2002 році відбулися нові гастролі Європою та Латинською Америкою (Мексика, Чилі, Бразилія, Колумбія). Після цього туру група зробила перерву в концертній діяльності до 2004 року, зосередившись виключно на написанні нових пісень.
У лютому 2005 року на лейблі «SPV/Steamhammer Records» вийшов альбом «Ashes». Звучання цього альбому характеризується зменшенням класичних та оперних елементів попередніх альбомів. Після цього група гастролювала по Європі та Латинській Америці (без Моена, який вирішив залишитися вдома та зосередитися на написанні пісень) разом з «Nightwish», «Gothminister» і «Kreator». Після гастролів групу залишив Інгебретсен; заміну йому було вирішено не наймати, і роль екстрім-вокаліста взяв на себе Хідле.
П'ятий альбом «Illumination» був випущений у січні 2007 року, під час його запису офіційним учасником гурту став гастрольний гітарист Свейн Тер'є Сольванг.
27 лютого 2007 Вібеке Стене раптово вирішила покинути музичну кар'єру, щоб зосередитися на сім'ї та роботі вчителя. Це призвело до скасування всіх запланованих гастрольних заходів. В музичних колах широко обговорювалося, що вона може стати новою вокалісткою гурту «Nightwish» замість звільненої Тар'ї Турунен, але ці чутки були швидко спростовані самою Стене.
19 жовтня 2007 «Tristania» найняла нову вокалістку — італійку Маріанджелу Демуртас.
У 2008 гурт залишили басист Руне Естерхус і другий гітарист Свейн Тер'є Сольванг; їх замінили, відповідно, Уле Вістнес та Юрі Смердаль Лоснегор. Вперше новий склад із Демуртас на вокалі виступив 29 лютого 2008 року на фестивалі в Києві (Україна).
Наступним учасником, який пішов з гурту, став барабанщик Кеннет Ольссон, якого замінив Тарал Льє. Вокаліст Естен Бергей через сімейні обставини перейшов на посаду сесійного вокаліста, а до складу був доданий Кетіль Нордхус на чистому вокалі.
25 серпня 2010 року вийшов шостий альбом гурту, «Rubicon».
У січні 2013 було випущено сьомий альбом, «Darkest White».
З 2016 по 2018 гурт не проявляв ніякої активності, а деякі з його учасників приєдналися до інших музичних проєктів. У 2018 році «Tristania» повернулася на сцену, давши декілька концертів, нових пісень до яких не входило. Нарешті, 17 вересня 2022 гурт оголосив про офіційний розпуск, що призвело до скасування запланованого на грудень цього року туру Латинською Америкою.

## Склад

### На момент розпаду гурту
- Андерс Хойвік Хідле — електрогітара (1995—2022) / екстрім-вокал (2006—2022)
- Ейнар Моен — клавіші, програмування (1995—2022)
- Маріангела Демуртас — чистий вокал (2007—2022)
- Юрі Смьордаль Луснегор — ритм-гітара (2009—2022)
- Оле Вістнес — бас-гітара, задній вокал (2009—2022)
- Таральд Ліе молодший — ударні (2010—2022)
- Кьйотіль Нордхус — вокал, акустична гітара (2010—2022)

### Інші учасники
- Мортен Веланд — екстрім-вокал, ритм-гітара (1995—2000)
- Руне Естерхус — бас-гітара (1995—2009)
- Кеннет Олссон — ударні (1995—2010)
- Вібеке Стене — вокал (1996—2007)
- Кьйотіль Інгебретсен — екстрім-вокал, ритм-гітара, акустична гітара (2002—2006)
- Естен Бергйой — вокал (2001—2010)
- Свейн Тер'є Сольванг — ритм-гітара (2006—2008)

## Дискографія
- 1998: Widow's Weeds
- 1999: Beyond the Veil
- 2001: World of Glass
- 2005: Ashes
- 2007: Illumination
- 2010: Rubicon
- 2013: Darkest White